# Wilhelm Bousset
Wilhelm Bousset (3 septembre 1865 – 8 mars 1920) est un théologien allemand, spécialiste du Nouveau Testament. Natif de Lübeck, il est d'ascendance huguenote et fils de pasteur luthérien, et il conserve toute sa vie une la profonde piété. Sa publication la plus influente a été le livre  Kyrios Christos, un ouvrage paru en 1913 qui porte sur la christologie ancienne, mais dont les thèses n'ont plus cours aujourd'hui.

## Biographie
Il commence ses études à l'Université d'Erlangen, où il rencontre Ernst Troeltsch (1865-1923), qui reste son ami tout au long de sa carrière. Par la suite il étudie à Leipzig, où il est élève d'Adolf von Harnack (1851-1930), puis poursuit ses études à l'Université de Göttingen. En 1890, il devient professeur extraordinaire d'exégèse du Nouveau Testament à Göttingen, et en 1916 transféré en tant que professeur titulaire à l'Université de Giessen où il enseigne jusqu'à sa mort prématurée. Il est l'époux de Marie Bousset (1867-1944).
Bousset est un personnage qui a compté dans la Religionsgeschichtliche Schule (l'École de l'Histoire des Religions), un groupe où l'on trouve des érudits comme Richard August Reitzenstein (1861-1931), Albert Eichhorn (1856-1926) et Hermann Gunkel (1862-1932). Son œuvre la plus connue comprend des études comparatives entre l'Église chrétienne primitive et d'autres croyances religieuses, le judaïsme hellénistique en particulier. Dans ses écrits Bousset démontre que la pensée chrétienne est profondément influencée par les cultures et les systèmes de croyance avec lesquels elle est en contact.

## Idées
Bousset est un défenseur du diffusionnisme : il pense expliquer les idéologies, religions par des influences, par des passages d'une culture à une autre. Il insiste sur le rôle de l'Iran dans la formation du gnosticisme. "Bousset cherche la solution du problème gnostique, non pas dans l'histoire des dogmes comme le fait Harnack, mais conformément à la méthode de la Religions-geschiche Schule, dans une recherche comparée sur le terrain des religions orientales. Après avoir procédé au découpage des thèmes gnostiques, il se met en quête de leur origine au Proche-Orient, en Iran, en Inde, à Babylone. Sa recherche prétend dégager clairement l'influence iranienne visible dans trois formes du dualisme gnostique : un dualisme radical (manichéisme), dans lequel se rencontrent la pensée iranienne et le pessimisme grec tardif ; un dualisme mitigé par la présence d'un médiateur, mesitès, que nous trouvons dans le mithriacisme ; un dualisme en provenance de milieux baptistes, influencé par le zervanisme. Il croit trouver en Iran la source du motif religieux de l'ascension céleste.
Bousset propose une division des systèmes cosmologiques antiques. 
- Un premier modèle défend un monde à trois étages ou cieux, plus un paradis supra-céleste. En Iran, l'ancienne cosmologie connaît seulement trois cieux.
- Un second modèle défend un monde à sept étages, plus une huitième sphère céleste. À Babylone, on observe sept planètes.

## Œuvres
- Evangeliencitate Justin des Märtyrers in ihrem Wert für die Evangelienkritik von neuem untersucht. Göttingen: Vandenhoeck & Ruprecht, 1891.
- Der Antichrist in der Ueberlieferung des Judentums, des neuen Testaments und der alten Kirche : ein Beitrag zur Auslegung der Apocalypse. Göttingen: Vandenhoeck & Ruprecht, 1895.
- Die Offenbarung Johannis (Göttingen 1906)
- Hauptprobleme der Gnosis. Göttingen: Vandenhoeck & Ruprecht, 1907.
- Kyrios Christos : Geschichte des Christusglaubens von den Anfängen des Christentums bis Irenaeus. Göttingen: Vandenhoeck & Ruprecht, 1913.
- Jüdisch-christlicher Schulbetrieb in Alexandria und Rom : literarische Untersuchungen zu Philo und Clemens von Alexandria, Justin und Irenäus. Göttingen, Vandenhoeck & Ruprecht, 1915 (Réimpression : Hildesheim (entre autres.) : Olms, 2004).
- Apophthegmata : Studien zur Geschichte des ältesten Mönchtums de Wilhelm Bousset. Texte établi par Theodor Hermann et Gustav Krüger d'après le papiers qu'il avait laissés. Tübingen: Mohr, 1923.

## Sources
- (de) « Wilhelm Bousset », dans Biographisch-Bibliographisches Kirchenlexikon (BBKL) (lire en ligne)

- (de) Cet article est partiellement ou en totalité issu de l’article de Wikipédia en allemand intitulé « Wilhelm Bousset » (voir la liste des auteurs).

- (en) Cet article est partiellement ou en totalité issu de l’article de Wikipédia en anglais intitulé « Wilhelm Bousset » (voir la liste des auteurs).